# Фелланден
Фелланден (нем. Fällanden) — коммуна в Швейцарии, в кантоне Цюрих.
Входит в состав округа Устер. Население составляет 7177 человек (на 31 декабря 2007 года). Официальный код — 0193.